# Galina Ustvolskaya
Galina Ivanovna Ustvolskaya (cirílico: Гали́на Ива́новна Уство́льская; São Petersburgo, 17 de junho de 1919 – São Petersburgo, 22 de dezembro de 2006) foi uma compositora russa de estilo único.

## Biografia
De 1937 a 1947, Ustvolskaya estudou na faculdade anexa ao Conservatório de Leningrado (mais tarde rebatizado de Conservatório Rimsky-Korsakov). Subseqüentemente tornou-se uma estudante de pós-graduação e passou a também lecionar composição na faculdade. Seu professor de composição, Dmitri Shostakovich, que raramente elogiava seus alunos, disse a respeito dela: Estou convencido de que a música de G. I. Ustvolskaya obterá renome mundial.
Em diversas oportunidades, Shostakovich a defendeu da oposição de seus colegas na União dos Compositores Soviéticos. Ele freqüentemente enviava muitas de suas obras, inclusive inacabadas, para a apreciação de Ustvolskaya, cuja opinião estimava muito. Várias dessas peças até mesmo possuíam citações às composições de sua pupila. Por exemplo, ele empregou o segundo tema do Finale do trio para clarinete em seu quinto quarteto de cordas e na Suíte Michelangelo (Nº 9). A íntima relação espiritual e artística de ambos foi comparada àquela entre Schoenberg e Webern.
Ela foi aluna de Shostakovich de 1939 a 1947, mas reteve pouca influência do estilo de seu mestre a partir dos anos 1950. Como modernista poucas de suas obras foram executadas, até 1968 nenhuma além de peças patrióticas escritas para eventos oficiais. Até a queda da União Soviética, apenas sua sonata para violino de 1952 foi tocada com alguma freqüência, mas desde então sua música vem sendo cada vez mais apresentada no ocidente.

## Estilo
Ustvolskaya desenvolveu seu estilo próprio de composição. Segundo ela, não há nenhuma ligação que seja entre minha música e aquela de qualquer outro compositor, vivo ou morto.
Suas características incluem o uso repetido de blocos homofônicos de som (fato que levou o crítico neerlandês Elmer Schönberger a chamá-la de a dama com o martelo); combinações não usuais de instrumentos (como os oito contrabaixos, piano e bloco de madeira percutido por martelo de sua Composição Nº 2); uso considerável de dinâmicas extremas (como em sua sonata para piano Nº 6); emprego de grupos de instrumentos para a realização de clusters e o uso do piano ou percussão para fixar ritmos constantes e imutáveis (todos seus trabalhos reconhecidos usam ou o piano ou a percussão, muitos usam ambos).
Como a música de Galina Ustvolskaya não é de vanguarda no sentido comumente aceito do termo, ela não foi abertamente censurada na União Soviética. Porém, foi acusada de não estar disposta a comunicar-se e de estreiteza e insistência. Foi apenas nos últimos anos que seus críticos começaram a notar que essas supostas deficiências são na verdade suas maiores qualidades e que a tornam única. O compositor Boris Tishchenko comparou a "estreiteza" de seu estilo com a luz concentrada de um feixe de laser que se torna capaz de perfurar o metal.
Suas obras dos anos 1940 e 1950 muitas vezes soam como se tivessem sido escritas atualmente. Shostakovich escreveu a ela: Não é você que é influenciada por mim; muito pelo contrário, eu que sou influenciado por você. Muitas pessoas citam Ustvolskaya; ela não citava ninguém.
Todos os trabalhos de Ustvolskaya são de larga escala na intenção, não importando sua duração ou quantos instrumentistas são necessários. Sua música é fortemente baseada na tensão e densidade.

### Religiosidade
Todas as sinfonias de Ustvolskaya têm partes para voz solo, as quatro últimas com textos religiosos; as Composições têm subtítulos igualmente religiosos. O aspecto espiritual dessas obras pode sugerir uma semelhança com sua contemporânea Sofia Gubaidulina, embora, ao contrário desta, Ustvolskaya não seja praticante de nenhuma religião, e sua música esteja muito longe de professar a fé cristã. Os textos são preces convencionais ou, no caso da quinta sinfonia, o Pai Nosso.

## Obras
O conjunto de sua obra é pequeno, contendo apenas 21 peças em seu estilo característico.

### Catalogadas
As seguintes composições estão no catálogo de Hans Sikorski, Hamburgo:
- Concerto para piano, orquestra de cordas e tímpano (1946)
- Sonata para violoncelo e piano (1946)
- Sonata para piano Nº 1 (1947)
- O sonho de Stepan Razin (Сон Степана Разина – Son Stepana Razina), bylina para barítono e orquestra (baseada num texto folclórico russo, 1949)
- Trio para clarinete, violino e piano (1949)
- Sonata para piano Nº 2 (1949)
- Octeto para dois oboés, quatro violinos, tímpano e piano (1950)
- Sinfonietta (1951)
- Sonata para piano Nº 3 (1952)
- Sonata para violino (1952)
- Doze prelúdios para piano (1953)
- Sinfonia Nº 1, para duas vozes infantis e orquestra (texto de G. Rodari, 1955)
- Suíte para orquestra (1955)
- Sonata para piano Nº 4 (1957)
- Poema sinfônico Nº 1 – Luzes das estepes (1958)
- Poema sinfônico Nº 2 – A façanha do herói (1959)
- Grande dueto para piano e violoncelo (1959)
- Dueto para piano e violino (1964)
- Composição Nº 1 – Dona Nobis Pacem, para piccolo, tuba e piano (1971)
- Composição Nº 2 – Dies Irae, para oito contrabaixos, piano e bloco de madeira (1973)
- Composição Nº 3 – Benedictus, Qui Venit, para quatro flautas, quatro fagotes e piano (1975)
- Sinfonia Nº 2 – Verdadeira e eterna beatitude, para voz e pequena orquestra (1979)
- Sinfonia Nº 3 – Jesus, Messias, salve-nos, para voz e pequena orquestra (1983)
- Sinfonia Nº 4 – Oração, para voz, piano, trompete e tantã (1985-7)
- Sonata para piano Nº 5 (1986)
- Sonata para piano Nº 6 (1988)
- Sinfonia Nº 5 – Amém, para voz, oboé, trompete, tuba, violino e percussão (1989-90)

### Outras obras
A seguinte lista apresenta algumas das demais obras de Ustvolskaya:
- Quarteto de cordas (1945)
- Sonata para violoncelo (1946)
- Sonata para violino e piano (1947)
- Sonatina para violino e piano (1947)
- Suíte Nº 1 para orquestra (1948)
- Suíte Nº 2 para orquestra (1950)
- Jovens pioneiros, suíte para orquestra (1950)
- Salve a juventude!, canção coral para coro e orquestra (texto de Lebedev-Kumach, 1950)
- Outono em Boldino (Болдинская осень - Boldinskaya osen'), trilha de filme (1951)
- Suíte Nº 3 para orquestra (1951)
- Crianças, suíte para orquestra (1952)
- República Socialista Soviética Autônoma da Mordóvia, trilha de filme (1952)
- Alvorecer sobre a pátria, canção coral para coro de crianças e orquestra (texto de Gleisarov, 1952)
- Homem de um monte alto, canção coral para solista, coro e orquestra (texto de Gleisarov, 1952)
- Sonatina para piano (1953)
- Museus russos (Российские Музеи - Rossiskiye muzei), trilha de filme (1954)
- Gogol, trilha de filme (1954)
- Esporte, suíte para orquestra (1958)
- Canção do elogio, canção coral (1961)